# Ёвник
Ё́вник (Осетник, бел. Ё́ўнік, Асетнік) — персонаж белорусской мифологии. Живёт Ёвник в овине (бел. ёвня, ёўня, асець) — сарайчике на усадебном дворе, где раньше на селе сушили снопы перед молотьбой. На селе дома строили с баней, и овин часто совмещался с ней.

## Описание
Ёвник считается добрым персонажем белорусской мифологии. Главная забота Ёвника — поддержание огня в сушильной печи овина, чтобы снопы и зерно хорошо просыхали после сбора и как следствие зерно хорошо обмолачивалось и хранилось зимой.
В белорусской мифологии Ёвник — символ трудолюбия, порядка и рациональности, практичности, хозяйственности. Ёвник — невероятный трудяга и скромник. В фольклоре Ёвник описывается как мифологическое существо, чёрное от сажи и дыма, а глаза существа горят как угольки. Ёвник — загадочный и скрытный персонаж, постоянно прячется от людей в углу, около печи.

## Образ жизни
Увидеть Ёвника невозможно. Изредка он подходит к окну овина, чтобы выкашлять пыль и сажу; ещё реже он переступает порог овина, чтобы осмотреть склады снопов, направить или отклонить ветер, необходимый во время веяния зерна, посмотреть на молотьбу и на тех, кто работает в овине.
Если в овин заходят люди, Ёвник быстро прячется и внимательно следит за нежданными посетителями. Если же посетитель наведывается в овин с недобрыми намерениями, Ёвник может поступить очень сурово — дождавшись момента, когда человек уснёт, Ёвник может потревожить его сон, нагнать дыма и даже удушить чадом, а порой и сжечь вместе с добром, что там хранится. Также, если плохие хозяева разгневали Ёвника, то он и сам может спалить и снопы и сам овин.
Ёвник не боится огня, так как сам в огне не горит. Однако, Ёвник может сгореть в огне от молнии и погибнуть от неожиданного громового удара. Мякинная пыль легко воспринимает пламя, и Ёвник сгорает, не оставляя после себя ни пылинки. Если это случилось с одним Ёвником, другой Ёвник не пойдет в овин, отстроенный на том же месте: овин останется без Ёвника. Если же овин сгорел от огня молнии, то Ёвник в такой овин уже не пойдёт.